# Annamaria Clementi
Annamaria Clementi, pseudonimo di Annamaria Romoli, conosciuta anche come Anna Maria Romoli (Roma, 9 settembre 1953), è un'attrice italiana di cinema softcore, attiva tra il 1977 e il 1990.

## Biografia
Il nome d'arte Clementi viene scelto dal suo agente in omaggio all'attore francese Pierre Clémenti, particolarmente noto durante gli anni settanta. Durante la sua carriera viene impiegata essenzialmente in film della commedia sexy all'italiana e la sua filmografia consta di una manciata di titoli fra cui Emanuelle e gli ultimi cannibali e Il porno shop della settima strada. In qualità di modella appare, nel corso degli anni settanta, sulla rivista per soli uomini Playmen, dove viene eletta playmate del n. 1 del 1978. Abbandona le scene cinematografiche dopo il film Provocazione fatale del 1990. Sua ultima apparizione è la miniserie televisiva diretta da Giovanni Soldati, Mia per sempre, trasmessa nel 1998.

## Filmografia

### Cinema
- Valdez il mezzosangue, regia di John Sturges e Duilio Coletti (1973)
- Emanuelle e gli ultimi cannibali, regia di Joe D'Amato (1977)
- Operazione sesso (Ishyri dosi... sex), regia di Ilias Mylonakos (1978)
- L'infermiera di notte, regia di Mariano Laurenti (1979)
- Il porno shop della settima strada, regia di Joe D'Amato (1979)
- Amanti miei, regia di Aldo Grimaldi (1979)
- Bionda fragola, regia di Mino Bellei (1980)
- La settimana al mare, regia di Mariano Laurenti (1981)
- Mia zia... 077, regia di Gianni Siragusa (1986)
- La puritana, regia di Ninì Grassia (1989)
- Provocazione fatale, regia di Ninì Grassia (1990)

### Televisione
- Mia per sempre, regia di Giovanni Soldati - miniserie TV (1998)